# Нојбург на Дунаву
Нојбург ан дер Донау (њем. Neuburg an der Donau) општина је у њемачкој савезној држави Баварска. Једно је од 18 општинских средишта округа Нојбург-Шробенхаузен. Према процјени из 2010. у општини је живјело 28.136 становника. Посједује регионалну шифру (AGS) 9185149.

## Географски и демографски подаци
Нојбург ан дер Донау се налази у савезној држави Баварска у округу Нојбург-Шробенхаузен. Општина се налази на надморској висини од 383-490 метара. Површина општине износи 81,3 km². У самом мјесту је, према процјени из 2010. године, живјело 28.136 становника. Просјечна густина становништва износи 346 становника/km².

## Међународна сарадња
| Мјесто    | Држава    | Врста сарадње | Од    |
| --------- | --------- | ------------- | ----- |
| Малчезине | Италија   | пријатељство  | 2003. |
| Јесењик   | Чешка     | партнерство   | 2000. |
| Сет       | Француска | партнерство   | 1986. |
|           | Чешка     | пријатељство  | 1955. |
| Извор     |           |               |       |